# Sultanlar Ligi 2016-2017
La Sultanlar Ligi 2016-2017, 33ª edizione della massima serie del campionato turco di pallavolo femminile, si è svolta dal 23 ottobre 2016 al 2 maggio 2017: al torneo hanno partecipato 12 squadre di club turche e la vittoria finale è andata per la quinta volta al Fenerbahçe.

## Regolamento
Il campionato si è svolto con una prima fase dove le dodici squadre si sono incontrate in un girone all'italiana con gare d'andata e ritorno per un totale di 22 giornate; al punteggio ottenuto in seguito ai risultati è stato sommato un punteggio bonus derivante dai risultati del settore giovanile di ciascuna formazione. Al termine della regular season:
- Le prime otto classificate hanno partecipato ai play-off scudetto, strutturati in quarti di finali, semifinali e finali, con quest’ultima giocata al meglio delle tre vittorie su cinque gare e le altre giocate con gare di andata e ritorno (nel caso in cui la partita di andata termini con il punteggio di 3-0 o 3-1 e quella di ritorno indifferentemente con il punteggio di 3-0 o 3-1 oppure entrambe le partite terminino con il punteggio di 3-2 viene disputato un golden set).
- Le quattro eliminate ai quarti di finale hanno acceduto alla fase finale per il quinto posto, strutturata in semifinali, finale per il settimo posto e finale per il quinto posto, giocate al meglio delle due vittorie su tre gare.
- Le ultime quattro classificate hanno partecipato ai play-out, che si sono svolti sempre con un doppio round-robin e hanno visto le ultime due classificate retrocedere in Voleybol 1. Ligi; i punti ottenuti nel corso della stagione regolare contribuiscono alla classifica finale delle formazioni impegnate.

## Squadre partecipanti
Alla Sultanlar Ligi 2016-2017 partecipano dodici squadre di club turche, tra cui le due neopromosse Beşiktaş e Seramiksan.
| Club        | Stagione | Città      | Impianto                              | Stagione precedente                                                 |
| ----------- | -------- | ---------- | ------------------------------------- | ------------------------------------------------------------------- |
| Beşiktaş    | dettagli | Istanbul   | BJK Akatlar Spor Ve Kültür Kompleksi  | 2ª in Voleybol 2. Ligi (girone A); 1ª in finale play-off promozione |
| Bursa BB    | dettagli | Bursa      | Cengiz Göllü Kapalı Spor Salonu       | 5ª in Voleybol 1. Ligi                                              |
| Çanakkale   | dettagli | Çanakkale  | Anafartalar Spor Salonu               | 6ª in Voleybol 1. Ligi                                              |
| Eczacıbaşı  | dettagli | Istanbul   | Eczacıbaşı Spor Salonu                | 3ª in Voleybol 1. Ligi                                              |
| Fenerbahçe  | dettagli | Istanbul   | Burhan Felek Spor Salonu              | 2ª in Voleybol 1. Ligi                                              |
| Galatasaray | dettagli | Istanbul   | Burhan Felek Spor Salonu              | 4ª in Voleybol 1. Ligi                                              |
| Halkbank    | dettagli | Ankara     | Ankara Selim Sırrı Tarcan Spor Salonu | 9ª in Voleybol 1. Ligi                                              |
| İdman Ocağı | dettagli | Trebisonda | Trabzon 19 Mayıs Spor Salonu          | 10ª in Voleybol 1. Ligi                                             |
| Nilüfer     | dettagli | Bursa      | Cengiz Göllü Kapalı Spor Salonu       | 8ª in Voleybol 1. Ligi                                              |
| Sarıyer     | dettagli | Istanbul   | Bahçeköy Orman Fakültesi Spor Salonu  | 7ª in Voleybol 1. Ligi                                              |
| Seramiksan  | dettagli | Turgutlu   | Yıldırım Beyazıt Spor Salonu          | 1ª in Voleybol 2. Ligi (girone A); 2ª in finale play-off promozione |
| VakıfBank   | dettagli | Istanbul   | VakıfBank Spor Sarayı                 | Campione di Turchia                                                 |

## Campionato

### Regular season

#### Risultati
| Prima giornata |                       |     |                                   |
|                |                       |     |                                   |
| 23-10          | Halkbank-Seramiksan   | 3-2 | 25-20, 25-13, 21-25, 19-25, 15-11 |
| 23-10          | Çanakkale-Nilüfer     | 3-1 | 16-25, 28-26, 25-23, 25-14        |
| 23-10          | Fenerbahçe-Sarıyer    | 3-1 | 25-15, 25-27, 25-12, 25-23        |
| 23-10          | İdman Ocağı-Beşiktaş  | 1-3 | 25-18, 14-25, 21-25, 19-25        |
| 27-10          | Bursa BB-Eczacıbaşı   | 3-2 | 25-19, 25-22, 19-25, 19-25, 16-14 |
| 02-11          | VakıfBank-Galatasaray | 3-0 | 25-17, 25-21, 25-23               |

| Seconda giornata |                        |     |                                   |
|                  |                        |     |                                   |
| 30-10            | Nilüfer-Halkbank       | 0-3 | 22-25, 15-25, 18-25               |
| 30-10            | Beşiktaş-Fenerbahçe    | 0-3 | 23-25, 19-25, 23-25               |
| 30-10            | Sarıyer-Çanakkale      | 0-3 | 20-25, 26-28, 26-28               |
| 30-10            | Eczacıbaşı-İdman Ocağı | 3-0 | 31-29, 25-20, 27-25               |
| 30-10            | Galatasaray-Bursa BB   | 2-3 | 21-25, 25-23, 20-25, 27-25, 10-15 |
| 30-10            | Seramiksan-VakıfBank   | 0-3 | 21-25, 17-25, 13-25               |

| Terza giornata |                        |     |                            |
|                |                        |     |                            |
| 06-11          | Halkbank-Sarıyer       | 3-1 | 25-21, 22-25, 25-22, 28-26 |
| 06-11          | Bursa BB-İdman Ocağı   | 3-0 | 25-11, 25-13, 25-17        |
| 06-11          | Çanakkale-Beşiktaş     | 3-0 | 25-17, 25-22, 26-24        |
| 06-11          | VakıfBank-Nilüfer      | 3-0 | 25-14, 25-18, 25-23        |
| 06-11          | Galatasaray-Seramiksan | 3-0 | 25-12, 25-15, 25-9         |
| 09-11          | Fenerbahçe-Eczacıbaşı  | 1-3 | 22-25, 25-18, 23-25, 22-25 |

| Quarta giornata |                        |     |                            |
|                 |                        |     |                            |
| 12-11           | Eczacıbaşı-Çanakkale   | 3-1 | 22-25, 25-23, 25-16, 25-9  |
| 13-11           | Nilüfer-Galatasaray    | 0-3 | 22-25, 18-25, 16-25        |
| 13-11           | Beşiktaş-Halkbank      | 3-0 | 29-27, 25-16, 25-21        |
| 13-11           | Sarıyer-VakıfBank      | 1-3 | 26-24, 8-25, 22-25, 11-25  |
| 13-11           | Seramiksan-Bursa BB    | 1-3 | 13-25, 25-17, 26-28, 18-25 |
| 13-11           | İdman Ocağı-Fenerbahçe | 0-3 | 15-25, 20-25, 19-25        |

| Quinta giornata |                       |     |                            |
|                 |                       |     |                            |
| 19-11           | Bursa BB-Fenerbahçe   | 1-3 | 23-25, 19-25, 25-23, 23-25 |
| 20-11           | Çanakkale-İdman Ocağı | 3-1 | 25-20, 24-26, 25-23, 25-23 |
| 20-11           | Galatasaray-Sarıyer   | 3-1 | 25-19, 20-25, 25-20, 25-21 |
| 20-11           | VakıfBank-Beşiktaş    | 3-0 | 25-13, 25-21, 25-21        |
| 20-11           | Seramiksan-Nilüfer    | 0-3 | 21-25, 21-25, 20-25        |
| 22-11           | Halkbank-Eczacıbaşı   | 1-3 | 30-28, 18-25, 23-25, 20-25 |

| Sesta giornata |                      |     |                                   |
|                |                      |     |                                   |
| 26-11          | Eczacıbaşı-VakıfBank | 2-3 | 29-27, 25-17, 22-25, 21-25, 10-15 |
| 27-11          | Nilüfer-Bursa BB     | 1-3 | 21-25, 16-25, 25-18, 18-25        |
| 27-11          | Sarıyer-Seramiksan   | 3-1 | 21-25, 25-16, 25-19, 25-18        |
| 27-11          | Beşiktaş-Galatasaray | 1-3 | 25-20, 17-25, 12-25, 16-25        |
| 27-11          | Fenerbahçe-Çanakkale | 2-3 | 25-22, 22-25, 18-25, 25-19, 6-15  |
| 27-11          | İdman Ocağı-Halkbank | 3-1 | 25-20, 25-27, 25-21, 25-15        |

| Settima giornata |                        |     |                                   |
|                  |                        |     |                                   |
| 30-11            | Halkbank-Fenerbahçe    | 0-3 | 18-25, 20-25, 18-25               |
| 30-11            | Nilüfer-Sarıyer        | 0-3 | 17-25, 18-25, 15-25               |
| 30-11            | Bursa BB-Çanakkale     | 2-3 | 25-15, 17-25, 19-25, 25-17, 14-16 |
| 30-11            | Galatasaray-Eczacıbaşı | 1-3 | 31-33, 20-25, 25-20, 23-25        |
| 30-11            | VakıfBank-İdman Ocağı  | 3-0 | 25-23, 25-18, 26-24               |
| 30-11            | Seramiksan-Beşiktaş    | 1-3 | 25-18, 20-25, 18-25, 22-25        |

| Ottava giornata |                         |     |                                   |
|                 |                         |     |                                   |
| 04-12           | Çanakkale-Halkbank      | 2-3 | 25-20, 24-26, 25-14, 22-25, 16-18 |
| 04-12           | Beşiktaş-Nilüfer        | 3-2 | 25-10, 17-25, 25-20, 20-25, 15-9  |
| 04-12           | Sarıyer-Bursa BB        | 0-3 | 17-25, 16-25, 25-27               |
| 04-12           | Eczacıbaşı-Seramiksan   | 2-3 | 20-25, 19-25, 26-24, 25-12, 13-15 |
| 04-12           | Fenerbahçe-VakıfBank    | 0-3 | 21-25, 19-25, 18-25               |
| 04-12           | İdman Ocağı-Galatasaray | 1-3 | 33-31, 19-25, 21-25, 19-25        |

| Nona giornata |                        |     |                                   |
|               |                        |     |                                   |
| 10-12         | Galatasaray-Fenerbahçe | 1-3 | 23-25, 22-25, 25-20, 24-26        |
| 10-12         | VakıfBank-Çanakkale    | 3-0 | 25-17, 25-14, 25-18               |
| 11-12         | Nilüfer-Eczacıbaşı     | 2-3 | 26-24, 26-24, 15-25, 19-25, 10-15 |
| 11-12         | Bursa BB-Halkbank      | 3-1 | 25-12, 20-25, 29-27, 25-21        |
| 11-12         | Sarıyer-Beşiktaş       | 0-3 | 22-25, 25-27, 23-25               |
| 11-12         | Seramiksan-İdman Ocağı | 3-0 | 25-20, 25-23, 25-21               |

| Decima giornata |                       |     |                                   |
|                 |                       |     |                                   |
| 17-12           | Halkbank-VakıfBank    | 0-3 | 25-27, 18-25, 17-25               |
| 17-12           | Çanakkale-Galatasaray | 0-3 | 9-25, 16-25, 26-28                |
| 18-12           | Beşiktaş-Bursa BB     | 3-0 | 25-20, 25-22, 25-22               |
| 18-12           | Eczacıbaşı-Sarıyer    | 3-0 | 25-18, 26-24, 25-18               |
| 18-12           | Fenerbahçe-Seramiksan | 3-1 | 23-25, 25-15, 25-18, 25-21        |
| 18-12           | İdman Ocağı-Nilüfer   | 3-2 | 21-25, 20-25, 25-20, 25-23, 16-14 |

| Undicesima giornata |                      |     |                                   |
|                     |                      |     |                                   |
| 20-12               | Beşiktaş-Eczacıbaşı  | 0-3 | 17-25, 13-25, 21-25               |
| 21-12               | Bursa BB-VakıfBank   | 0-3 | 21-25, 20-25, 14-25               |
| 21-12               | Nilüfer-Fenerbahçe   | 0-3 | 13-25, 18-25, 19-25               |
| 21-12               | Sarıyer-İdman Ocağı  | 3-1 | 25-20, 21-25, 27-25, 25-21        |
| 21-12               | Galatasaray-Halkbank | 3-1 | 25-18, 25-15, 18-25, 25-15        |
| 21-12               | Seramiksan-Çanakkale | 3-2 | 25-18, 23-25, 24-26, 25-21, 15-10 |

| Dodicesima giornata |                       |     |                                   |
|                     |                       |     |                                   |
| 20-01               | Nilüfer-Çanakkale     | 1-3 | 16-25, 25-21, 22-25, 23-25        |
| 20-01               | Eczacıbaşı-Bursa BB   | 3-0 | 26-24, 25-20, 28-26               |
| 21-01               | Galatasaray-VakıfBank | 0-3 | 27-29, 21-25, 14-25               |
| 21-01               | Seramiksan-Halkbank   | 3-2 | 20-25, 17-25, 25-22, 25-22, 15-11 |
| 22-01               | Sarıyer-Fenerbahçe    | 0-3 | 21-25, 10-25, 13-25               |
| 23-01               | Beşiktaş-İdman Ocağı  | 3-2 | 14-25, 25-16, 25-18, 29-31, 15-13 |

| Tredicesima giornata |                        |     |                                   |
|                      |                        |     |                                   |
| 28-01                | Halkbank-Nilüfer       | 3-1 | 28-26, 22-25, 28-26, 25-18        |
| 28-01                | Çanakkale-Sarıyer      | 3-1 | 25-15, 25-27, 25-19, 25-18        |
| 28-01                | Fenerbahçe-Beşiktaş    | 3-0 | 25-20, 25-16, 25-14               |
| 28-01                | VakıfBank-Seramiksan   | 3-1 | 25-16, 22-25, 25-16, 25-9         |
| 28-01                | İdman Ocağı-Eczacıbaşı | 0-3 | 13-25, 13-25, 19-25               |
| 29-01                | Bursa BB-Galatasaray   | 2-3 | 15-25, 19-25, 25-18, 25-16, 12-15 |

| Quattordicesima giornata |                        |     |                                   |
|                          |                        |     |                                   |
| 04-02                    | Beşiktaş-Çanakkale     | 1-3 | 25-19, 20-25, 18-25, 20-25        |
| 04-02                    | Sarıyer-Halkbank       | 1-3 | 25-15, 20-25, 13-25, 25-27        |
| 04-02                    | Eczacıbaşı-Fenerbahçe  | 2-3 | 21-25, 25-18, 20-25, 25-23, 14-16 |
| 04-02                    | Seramiksan-Galatasaray | 0-3 | 20-25, 20-25, 18-25               |
| 04-02                    | İdman Ocağı-Bursa BB   | 3-1 | 26-24, 11-25, 26-24, 25-23        |
| 05-02                    | Nilüfer-VakıfBank      | 0-3 | 19-25, 23-25, 13-25               |

| Quindicesima giornata |                        |     |                            |
|                       |                        |     |                            |
| 11-02                 | Halkbank-Beşiktaş      | 3-1 | 17-25, 25-11, 25-21, 25-22 |
| 11-02                 | Bursa BB-Seramiksan    | 3-1 | 25-21, 25-13, 20-25, 25-22 |
| 11-02                 | Çanakkale-Eczacıbaşı   | 1-3 | 28-30, 23-25, 25-15, 14-25 |
| 11-02                 | Galatasaray-Nilüfer    | 3-0 | 27-25, 25-20, 25-13        |
| 11-02                 | Fenerbahçe-İdman Ocağı | 3-0 | 25-12, 25-16, 25-21        |
| 12-02                 | VakıfBank-Sarıyer      | 3-0 | 25-18, 25-20, 25-17        |

| Sedicesima giornata |                       |     |                                  |
|                     |                       |     |                                  |
| 15-02               | Nilüfer-Seramiksan    | 2-3 | 27-25, 32-30, 22-25, 23-25, 8-15 |
| 15-02               | Sarıyer-Galatasaray   | 0-3 | 22-25, 22-25, 17-25              |
| 15-02               | Beşiktaş-VakıfBank    | 0-3 | 28-30, 12-25, 14-25              |
| 15-02               | Eczacıbaşı-Halkbank   | 3-1 | 26-24, 22-25, 25-19, 25-18       |
| 15-02               | Fenerbahçe-Bursa BB   | 3-0 | 25-22, 25-17, 31-29              |
| 15-02               | İdman Ocağı-Çanakkale | 3-1 | 25-19, 25-17, 20-25, 25-18       |

| Diciassettesima giornata |                      |     |                                   |
|                          |                      |     |                                   |
| 18-02                    | Halkbank-İdman Ocağı | 3-1 | 25-20, 25-27, 28-26, 25-23        |
| 18-02                    | Bursa BB-Nilüfer     | 3-1 | 25-21, 15-25, 25-22, 25-19        |
| 18-02                    | Çanakkale-Fenerbahçe | 2-3 | 20-25, 25-20, 19-25, 25-22, 14-16 |
| 18-02                    | VakıfBank-Eczacıbaşı | 3-0 | 25-13, 25-20, 25-23               |
| 18-02                    | Seramiksan-Sarıyer   | 3-1 | 25-22, 20-25, 25-17, 25-15        |
| 19-02                    | Galatasaray-Beşiktaş | 3-0 | 25-20, 25-18, 25-16               |

| Diciottesima giornata |                        |     |                                  |
|                       |                        |     |                                  |
| 25-02                 | Sarıyer-Nilüfer        | 3-0 | 25-22, 25-22, 25-14              |
| 25-02                 | Eczacıbaşı-Galatasaray | 3-1 | 18-25, 25-19, 25-21, 25-16       |
| 25-02                 | İdman Ocağı-VakıfBank  | 0-3 | 24-26, 15-25, 21-25              |
| 26-02                 | Çanakkale-Bursa BB     | 0-3 | 19-25, 20-25, 15-25              |
| 26-02                 | Beşiktaş-Seramiksan    | 3-1 | 21-25, 25-23, 25-23, 25-21       |
| 26-02                 | Fenerbahçe-Halkbank    | 3-2 | 20-25, 25-22, 19-25, 25-9, 15-13 |

| Diciannovesima giornata |                         |     |                                   |
|                         |                         |     |                                   |
| 04-03                   | Halkbank-Çanakkale      | 1-3 | 25-16, 17-25, 20-25, 16-25        |
| 04-03                   | Bursa BB-Sarıyer        | 3-0 | 27-25, 25-14, 25-19               |
| 04-03                   | Galatasaray-İdman Ocağı | 3-1 | 25-17, 25-21, 18-25, 25-21        |
| 04-03                   | VakıfBank-Fenerbahçe    | 0-3 | 18-25, 24-26, 23-25               |
| 05-03                   | Nilüfer-Beşiktaş        | 2-3 | 28-26, 23-25, 25-23, 23-25, 9-15  |
| 05-03                   | Seramiksan-Eczacıbaşı   | 2-3 | 21-25, 25-22, 21-25, 25-22, 19-21 |

| Ventesima giornata |                        |     |                            |
|                    |                        |     |                            |
| 11-03              | Halkbank-Bursa BB      | 3-1 | 25-20, 25-22, 21-25, 25-23 |
| 11-03              | Beşiktaş-Sarıyer       | 3-1 | 21-25, 25-18, 25-19, 25-20 |
| 11-03              | Eczacıbaşı-Nilüfer     | 3-0 | 25-23, 25-14, 25-21        |
| 11-03              | Fenerbahçe-Galatasaray | 3-1 | 28-30, 25-18, 25-23, 25-12 |
| 11-03              | İdman Ocağı-Seramiksan | 1-3 | 22-25, 21-25, 25-13, 23-25 |
| 12-03              | Çanakkale-VakıfBank    | 1-3 | 14-25, 27-25, 12-25, 10-25 |

| Ventunesima giornata |                       |     |                            |
|                      |                       |     |                            |
| 18-03                | Nilüfer-İdman Ocağı   | 3-0 | 25-23, 25-19, 25-19        |
| 18-03                | Bursa BB-Beşiktaş     | 3-0 | 25-14, 25-13, 25-19        |
| 18-03                | Sarıyer-Eczacıbaşı    | 0-3 | 17-25, 22-25, 16-25        |
| 18-03                | VakıfBank-Halkbank    | 3-0 | 25-14, 25-13, 25-19        |
| 18-03                | Seramiksan-Fenerbahçe | 1-3 | 16-25, 25-19, 23-25, 20-25 |
| 19-03                | Galatasaray-Çanakkale | 3-1 | 19-25, 25-17, 25-22, 25-18 |

| Ventiduesima giornata |                      |     |                            |
|                       |                      |     |                            |
| 24-03                 | Halkbank-Galatasaray | 0-3 | 22-25, 21-25, 17-25        |
| 25-03                 | Çanakkale-Seramiksan | 3-0 | 25-21, 25-16, 25-22        |
| 25-03                 | Eczacıbaşı-Beşiktaş  | 3-1 | 20-25, 25-23, 25-19, 25-22 |
| 25-03                 | Fenerbahçe-Nilüfer   | 3-0 | 25-14, 25-16, 25-16        |
| 25-03                 | VakıfBank-Bursa BB   | 3-0 | 25-23, 27-25, 25-22        |
| 25-03                 | İdman Ocağı-Sarıyer  | 3-0 | 25-18, 25-18, 25-21        |

#### Classifica
| Pos. | Squadra     | Pt tot | Bonus | Pt | G  | V  | P  | SV | SP | Ratio | PF   | PS   | Ratio |
| ---- | ----------- | ------ | ----- | -- | -- | -- | -- | -- | -- | ----- | ---- | ---- | ----- |
| 1.   | VakıfBank   | 64,08  | 2,08  | 62 | 22 | 21 | 1  | 63 | 8  | 7,875 | 1760 | 1346 | 1,308 |
| 2.   | Fenerbahçe  | 56,36  | 1,36  | 55 | 22 | 19 | 3  | 60 | 21 | 2,857 | 1911 | 1630 | 1,172 |
| 3.   | Eczacıbaşı  | 54,87  | 1,87  | 53 | 22 | 17 | 5  | 59 | 27 | 2,185 | 2019 | 1817 | 1,111 |
| 4.   | Galatasaray | 46,2   | 1,2   | 45 | 22 | 15 | 7  | 51 | 29 | 1,759 | 1863 | 1678 | 1,110 |
| 5.   | Bursa BB    | 38,08  | 2,08  | 36 | 22 | 12 | 10 | 43 | 39 | 1,103 | 1867 | 1746 | 1,069 |
| 6.   | Çanakkale   | 34,87  | 0,87  | 34 | 22 | 11 | 11 | 44 | 43 | 1,023 | 1866 | 1928 | 0,968 |
| 7.   | Halkbank    | 29,05  | 2,05  | 27 | 22 | 9  | 13 | 37 | 49 | 0,755 | 1850 | 1969 | 0,940 |
| 8.   | Beşiktaş    | 27,72  | 0,72  | 27 | 22 | 10 | 12 | 34 | 46 | 0,739 | 1692 | 1818 | 0,931 |
| 9.   | Seramiksan  | 19,87  | 0,87  | 19 | 22 | 7  | 15 | 33 | 55 | 0,600 | 1811 | 2013 | 0,900 |
| 10.  | İdman Ocağı | 15,45  | 0,45  | 15 | 22 | 5  | 17 | 24 | 56 | 0,429 | 1706 | 1895 | 0,900 |
| 11.  | Nilüfer     | 12,71  | 1,71  | 11 | 22 | 2  | 20 | 21 | 60 | 0,350 | 1639 | 1907 | 0,859 |
| 12.  | Sarıyer     | 12,3   | 0,3   | 12 | 22 | 4  | 18 | 20 | 56 | 0,357 | 1580 | 1817 | 0,870 |

| Ai play-off scudetto | Ai play-out |

### Play-off
|  | Quarti di finale | Quarti di finale | Quarti di finale | Quarti di finale | Quarti di finale |  |  | Semifinali  | Semifinali  | Semifinali  | Semifinali | Semifinali |            |   | Finale          | Finale          | Finale          | Finale          | Finale          | Finale          | Finale          |  |
|  |                  |                  |                  |                  |                  |  |  |             |             |             |            |            |            |   |                 |                 |                 |                 |                 |                 |                 |  |
|  | 1                | VakıfBank        | VakıfBank        | 3                | 1                |  |  |             |             |             |            |            |            |   |                 |                 |                 |                 |                 |                 |                 |  |
|  | 8                | Beşiktaş         | Beşiktaş         | 2                | 3                |  |  | VakıfBank   | VakıfBank   | VakıfBank   | 0          | 3          |            |   |                 |                 |                 |                 |                 |                 |                 |  |
|  | 4                | Galatasaray      | Galatasaray      | 3                | 3                |  |  | Galatasaray | Galatasaray | Galatasaray | 3          | 2          |            |   |                 |                 |                 |                 |                 |                 |                 |  |
|  | 5                | Bursa BB         | Bursa BB         | 0                | 0                |  |  |             |             |             |            |            |            |   | Galatasaray     | Galatasaray     | Galatasaray     | Galatasaray     | 0               | 0               | 0               |  |
|  | 3                | Eczacıbaşı       | Eczacıbaşı       | 3                | 3                |  |  |             |             | Fenerbahçe  | Fenerbahçe | Fenerbahçe | Fenerbahçe | 3 | 3               | 3               |                 |                 |                 |                 |                 |  |
|  | 6                | Çanakkale        | Çanakkale        | 1                | 0                |  |  | Eczacıbaşı  | Eczacıbaşı  | Eczacıbaşı  | 3          | 1          |            |   |                 |                 |                 |                 |                 |                 |                 |  |
|  | 2                | Fenerbahçe       | Fenerbahçe       | 3                | 3                |  |  | Fenerbahçe  | Fenerbahçe  | Fenerbahçe  | 0          | 3          |            |   |                 |                 |                 |                 |                 |                 |                 |  |
|  | 7                | Halkbank         | Halkbank         | 2                | 0                |  |  |             |             |             |            |            |            |   | Finale 3º posto | Finale 3º posto | Finale 3º posto | Finale 3º posto | Finale 3º posto | Finale 3º posto | Finale 3º posto |  |
|  |                  |                  |                  |                  |                  |  |  |             |             |             |            |            |            |   |                 |                 |                 |                 |                 |                 |                 |  |
|  |                  |                  |                  |                  |                  |  |  |             |             |             |            |            |            |   | VakıfBank       | VakıfBank       | VakıfBank       | VakıfBank       | VakıfBank       | 3               | 3               |  |
|  |                  |                  |                  |                  |                  |  |  |             |             |             |            |            |            |   | Eczacıbaşı      | Eczacıbaşı      | Eczacıbaşı      | Eczacıbaşı      | Eczacıbaşı      | 0               | 1               |  |

#### Quarti di finale
| Gara 1 |                      |     |                                   |
|        |                      |     |                                   |
| 28-03  | Beşiktaş-VakıfBank   | 2-3 | 18-25, 23-25, 25-21, 25-20, 12-15 |
| 05-04  | Bursa BB-Galatasaray | 0-3 | 9-25, 22-25, 20-25                |
| 29-03  | Halkbank-Fenerbahçe  | 2-3 | 27-25, 15-25, 26-24, 25-27, 6-15  |
| 29-03  | Çanakkale-Eczacıbaşı | 1-3 | 26-24, 21-25, 18-25, 18-25        |

| Gara 2 |                      |     |                            |
|        |                      |     |                            |
| 30-03  | VakıfBank -Beşiktaş  | 3-1 | 25-21, 25-15, 22-25, 25-14 |
| 07-04  | Galatasaray-Bursa BB | 3-0 | 25-22, 25-21, 25-21        |
| 31-03  | Fenerbahçe-Halkbank  | 3-0 | 25-14, 25-13, 25-16        |
| 31-03  | Eczacıbaşı-Çanakkale | 3-0 | 25-22, 25-18, 25-20        |

#### Semifinali
| Gara 1 |                       |     |                     |
|        |                       |     |                     |
| 09-04  | Galatasaray-VakıfBank | 3-0 | 25-19, 25-23, 25-22 |
| 08-04  | Eczacıbaşı-Fenerbahçe | 3-0 | 26-24, 25-19, 25-22 |

| Gara 2 |                       |     |                                              |
|        |                       |     |                                              |
| 12-04  | Fenerbahçe-Eczacıbaşı | 3-1 | 20-25, 25-23, 25-15, 25-22 Golden set: 16-14 |
| 12-04  | VakıfBank-Galatasaray | 3-2 | 20-25, 19-25, 25-23, 25-21, 15-10            |

#### Finale
| Gara 1 |                        |     |                     |
|        |                        |     |                     |
| 27-04  | Fenerbahçe-Galatasaray | 3-0 | 27-25, 25-19, 25-18 |

| Gara 2 |                        |     |                     |
|        |                        |     |                     |
| 29-04  | Fenerbahçe-Galatasaray | 3-0 | 25-20, 25-23, 25-21 |

| \| Gara 3 \| \| \| \| \| \| \| \| \| \| 02-05 \| Galatasaray-Fenerbahçe \| 0-3 \| 20-25, 18-25, 23-25 \| |                        |     |                     |
| Gara 3                                                                                                   |                        |     |                     |
| |                        |     |                     |
| 02-05 | Galatasaray-Fenerbahçe | 0-3 | 20-25, 18-25, 23-25 |

#### Finale 3º posto
| Gara 1 |                      |     |                     |
|        |                      |     |                     |
| 28-04  | Eczacıbaşı-VakıfBank | 0-3 | 22-25, 17-25, 17-25 |

| Gara 2 |                      |     |                            |
|        |                      |     |                            |
| 30-04  | VakıfBank-Eczacıbaşı | 3-1 | 25-20, 25-20, 21-25, 25-18 |

### Play-off 5º posto
|  | Semifinali | Semifinali | Semifinali | Semifinali | Semifinali |  |  | Finale 5º posto | Finale 5º posto | Finale 5º posto | Finale 5º posto | Finale 5º posto |  |
|  |            |            |            |            |            |  |  |                 |                 |                 |                 |                 |  |
|  | 8          | Beşiktaş   | 0          | 3          | 1          |  |  |                 |                 |                 |                 |                 |  |
|  | 5          | Bursa BB   | 3          | 2          | 3          |  |  | Bursa BB        | Bursa BB        | Bursa BB        | 3               | 3               |  |
|  | 6          | Çanakkale  | 3          | 2          | 3          |  |  | Çanakkale       | Çanakkale       | Çanakkale       | 0               | 1               |  |
|  | 7          | Halkbank   | 2          | 3          | 2          |  |  |                 |                 |                 |                 |                 |  |
|  |            |            |            |            |            |  |  |                 |                 |                 |                 |                 |  |
|  |            |            |            |            |            |  |  | Finale 7º posto |                 |                 |                 |                 |  |
|  |            |            |            |            |            |  |  |                 |                 |                 |                 |                 |  |
|  |            |            |            |            |            |  |  | Beşiktaş        | Beşiktaş        | Beşiktaş        | 3               | 3               |  |
|  |            |            |            |            |            |  |  | Halkbank        | Halkbank        | Halkbank        | 0               | 2               |  |

#### Semifinali
| Gara 1 |                    |     |                                  |
|        |                    |     |                                  |
| 19-04  | Bursa BB-Beşiktaş  | 3-0 | 25-11, 25-15, 25-19              |
| 19-04  | Çanakkale-Halkbank | 3-2 | 25-13, 25-19, 16-25, 18-25, 15-8 |

| Gara 2 |                    |     |                                   |
|        |                    |     |                                   |
| 22-04  | Beşiktaş-Bursa BB  | 3-2 | 25-22, 25-22, 23-25, 18-25, 15-12 |
| 22-04  | Halkbank-Çanakkale | 3-2 | 22-25, 11-25, 25-18, 25-21, 15-6  |

| \| Gara 3 \| \| \| \| \| \| \| \| \| \| 25-04 \| Bursa BB-Beşiktaş \| 3-1 \| 25-13, 20-25, 25-16, 25-17 \| \| 25-04 \| Çanakkale-Halkbank \| 3-2 \| 23-25, 25-17, 25-18, 17-25, 15-11 \| |                    |     |                                   |
| Gara 3 |                    |     |                                   |
| |                    |     |                                   |
| 25-04 | Bursa BB-Beşiktaş  | 3-1 | 25-13, 20-25, 25-16, 25-17        |
| 25-04 | Çanakkale-Halkbank | 3-2 | 23-25, 25-17, 25-18, 17-25, 15-11 |

#### Finale 5º posto
| Gara 1 |                    |     |                     |
|        |                    |     |                     |
| 29-04  | Bursa BB-Çanakkale | 3-0 | 25-14, 25-15, 25-16 |

| Gara 2 |                    |     |                            |
|        |                    |     |                            |
| 02-05  | Çanakkale-Bursa BB | 1-3 | 21-25, 25-19, 19-25, 15-25 |

#### Finale 7º posto
| Gara 1 |                   |     |                     |
|        |                   |     |                     |
| 29-04  | Halkbank-Beşiktaş | 0-3 | 22-25, 20-25, 20-25 |

| Gara 2 |                   |     |                                   |
|        |                   |     |                                   |
| 02-05  | Beşiktaş-Halkbank | 3-2 | 32-30, 26-28, 25-16, 25-27, 17-15 |

### Play-out

#### Risultati
| Primo round-robin |                        |     |                            |
|                   |                        |     |                            |
| 02-04             | Seramiksan-Sarıyer     | 3-0 | 25-23, 31-29, 25-17        |
| 02-04             | İdman Ocağı-Nilüfer    | 1-3 | 25-22, 15-25, 24-26, 27-29 |
| 03-04             | Sarıyer-İdman Ocağı    | 3-1 | 19-25, 25-18, 25-20, 25-16 |
| 03-04             | Nilüfer-Seramiksan     | 3-1 | 21-25, 25-20, 25-16, 25-20 |
| 04-04             | Nilüfer-Sarıyer        | 1-3 | 21-25, 18-25, 26-24, 19-25 |
| 04-04             | Seramiksan-İdman Ocağı | 3-0 | 25-21, 25-21, 25-18        |

| Secondo round-robin |                        |     |                                   |
|                     |                        |     |                                   |
| 08-04               | Sarıyer-Seramiksan     | 2-3 | 17-25, 21-25, 26-24, 25-13, 12-15 |
| 08-04               | Nilüfer-İdman Ocağı    | 3-0 | 25-20, 25-20, 25-17               |
| 09-04               | İdman Ocağı-Sarıyer    | 0-3 | 13-25, 15-25, 16-25               |
| 09-04               | Seramiksan-Nilüfer     | 1-3 | 18-25, 26-24, 25-27, 23-25        |
| 10-04               | Sarıyer-Nilüfer        | 0-3 | 23-25, 23-25, 19-25               |
| 10-04               | İdman Ocağı-Seramiksan | 3-2 | 21-25, 28-26, 15-25, 25-21, 15-13 |

#### Classifica
| Pos. | Squadra     | Pt tot | Bonus | Pt | G  | V  | P  | SV | SP | Ratio | PF   | PS   | Ratio |
| ---- | ----------- | ------ | ----- | -- | -- | -- | -- | -- | -- | ----- | ---- | ---- | ----- |
| 1.   | Seramiksan  | 28,87  | 0,87  | 28 | 28 | 10 | 18 | 46 | 66 | 0,697 | 2352 | 2544 | 0,925 |
| 2.   | Nilüfer     | 27,71  | 1,71  | 26 | 28 | 7  | 21 | 37 | 66 | 0,561 | 2172 | 2392 | 0,908 |
| 3.   | Sarıyer     | 22,30  | 0,30  | 22 | 28 | 7  | 21 | 31 | 67 | 0,463 | 2083 | 2282 | 0,913 |
| 4.   | İdman Ocağı | 17,45  | 0,45  | 17 | 28 | 6  | 22 | 29 | 73 | 0,397 | 2141 | 2426 | 0,883 |

| Retrocesse in Voleybol 1. Ligi |

## Premi individuali
| Premio                 | Nome             | Squadra     |
| ---------------------- | ---------------- | ----------- |
| MVP                    | Natália Pereira  | Fenerbahçe  |
| Miglior palleggiatrice | Gamze Alikaya    | Galatasaray |
| Miglior schiacciatrice | Seda Tokatlıoğlu | Galatasaray |
| Miglior centrale       | Eda Erdem        | Fenerbahçe  |
| Miglior libero         | Nihan Yeldan     | Galatasaray |
| Rising star            | Dicle Babat      | Fenerbahçe  |

## Classifica finale
| Pos | Squadra     | Qualificazione           |
| --- | ----------- | ------------------------ |
|     | Fenerbahçe  | Champions League 2017-18 |
| 2   | Galatasaray | Champions League 2017-18 |
| 3   | VakıfBank   | Champions League 2017-18 |
| 4   | Eczacıbaşı  | Coppa CEV 2017-18        |
| 5   | Bursa BB    | Challenge Cup 2017-18    |
| 6   | Çanakkale   | BVA Cup 2017             |
| 7   | Beşiktaş    |                          |
| 8   | Halkbank    |                          |
| 9   | Seramiksan  |                          |
| 10  | Nilüfer     |                          |
| 11  | Sarıyer     | Voleybol 1. Ligi 2017-18 |
| 12  | İdman Ocağı | Voleybol 1. Ligi 2017-18 |

## Statistiche
| Punti totali | Punti totali    | Punti totali | Punti totali |
| Pos.         | Nome            | Punti        | Squadra      |
| ------------ | --------------- | ------------ | ------------ |
| 1            | Joyce da Silva  | 538          | Bursa BB     |
| 2            | Mia Jerkov      | 529          | Çanakkale    |
| 3            | Wilma Salas     | 513          | Halkbank     |
| 4            | Meryem Boz      | 465          | Seramiksan   |
| 5            | Natália Pereira | 429          | Fenerbahçe   |
| 6            | Lise Van Hecke  | 390          | Beşiktaş     |
| 7            | Ana Starčević   | 386          | Halkbank     |
| 8            | Birgül Güler    | 381          | İdman Ocağı  |
| 9            | Dóra Horváth    | 376          | Bursa BB     |
| 10           | Tijana Bošković | 374          | Eczacıbaşı   |
| 10           | Nadia Centoni   | 374          | Galatasaray  |

| Attacchi vincenti | Attacchi vincenti | Attacchi vincenti | Attacchi vincenti |
| Pos.              | Nome              | Punti             | Squadra           |
| ----------------- | ----------------- | ----------------- | ----------------- |
| 1                 | Joyce da Silva    | 466               | Bursa BB          |
| 2                 | Wilma Salas       | 462               | Halkbank          |
| 3                 | Mia Jerkov        | 453               | Çanakkale         |
| 4                 | Meryem Boz        | 402               | Seramiksan        |
| 5                 | Natália Pereira   | 357               | Fenerbahçe        |
| 6                 | Lise Van Hecke    | 343               | Beşiktaş          |
| 7                 | Nadia Centoni     | 336               | Galatasaray       |
| 8                 | Ana Starčević     | 327               | Halkbank          |
| 9                 | Birgül Güler      | 323               | İdman Ocağı       |
| 10                | Dóra Horváth      | 322               | Bursa BB          |

| Muri vincenti | Muri vincenti     | Muri vincenti | Muri vincenti |
| Pos.          | Nome              | Punti         | Squadra       |
| ------------- | ----------------- | ------------- | ------------- |
| 1             | Eda Erdem         | 80            | Fenerbahçe    |
| 2             | Beyza Arıcı       | 79            | Çanakkale     |
| 3             | Jessica Jones     | 78            | Seramiksan    |
| 4             | Sinead Jack       | 74            | Galatasaray   |
| 5             | Neşve Büyükbayram | 68            | İdman Ocağı   |
| 6             | Janset Erkul      | 61            | Nilüfer       |
| 7             | Julija Grigor'eva | 59            | Halkbank      |
| 8             | Milena Rašić      | 58            | VakıfBank     |
| 9             | Zehra Güneş       | 56            | Beşiktaş      |
| 10            | Joyce da Silva    | 53            | Bursa BB      |

| Battute vincenti | Battute vincenti | Battute vincenti | Battute vincenti |
| Pos.             | Nome             | Punti            | Squadra          |
| ---------------- | ---------------- | ---------------- | ---------------- |
| 1                | Mia Jerkov       | 62               | Çanakkale        |
| 2                | Tuğba Şenoğlu    | 47               | Beşiktaş         |
| 3                | Seda Türkkan     | 43               | Çanakkale        |
| 4                | Gamze Alikaya    | 41               | Galatasaray      |
| 4                | Birgül Güler     | 41               | İdman Ocağı      |
| 4                | Yamila Nizetich  | 41               | Seramiksan       |
| 7                | Neslihan Demir   | 37               | Eczacıbaşı       |
| 8                | Beyza Arıcı      | 35               | Çanakkale        |
| 9                | Tijana Bošković  | 34               | Eczacıbaşı       |
| 9                | Ana Starčević    | 34               | Halkbank         |